# 214 î.Hr.

## Decese
- dată necunoscută: Împăratul Kōrei  (n. 341 î.Hr.)